# Xã Buffalo, Quận Scott, Iowa
Xã Buffalo (tiếng Anh: Buffalo Township) là một xã thuộc quận Scott, tiểu bang Iowa, Hoa Kỳ. Năm 2010, dân số của xã này là 4.892 người.